# Эверсманния украшенная
Эверсманния украшенная (лат. Eversmannia exornata) — бабочка из семейства ураний (Uraniidae).
Длина переднего крыла 10—11 мм. Фон белый, у краёв каждого крыла коричневый рисунок, на заднем крыле два небольших хвостика.
Бабочки летают с конца июня до середины июля. Кормовые растения неизвестны.
Реликтовый вид широколиственных лесов, единственный представитель ураний (по другой систематике эпиплемид) в Европейской России и Сибири. Встречается также в Среднем Поволжье, по югу Сибири, Приамурье, Приморье, в Японии и на северо-востоке Китая. В средней полосе России обнаружен на юго-востоке Смоленской области, на северо-востоке Брянской и Ивановской областей, на юге и востоке Ярославской и Московской областей, на севере Тульской области, севере и центре Рязанской области, в центре Владимирской области; указывался для Саратовской губернии; в Сибири обитает на востоке Новосибирской области, в Алтайском крае, Кемеровской области, юге Томской области, юге Красноярского края, востоке Читинской области.